# Liste der Stolpersteine im Královéhradecký kraj

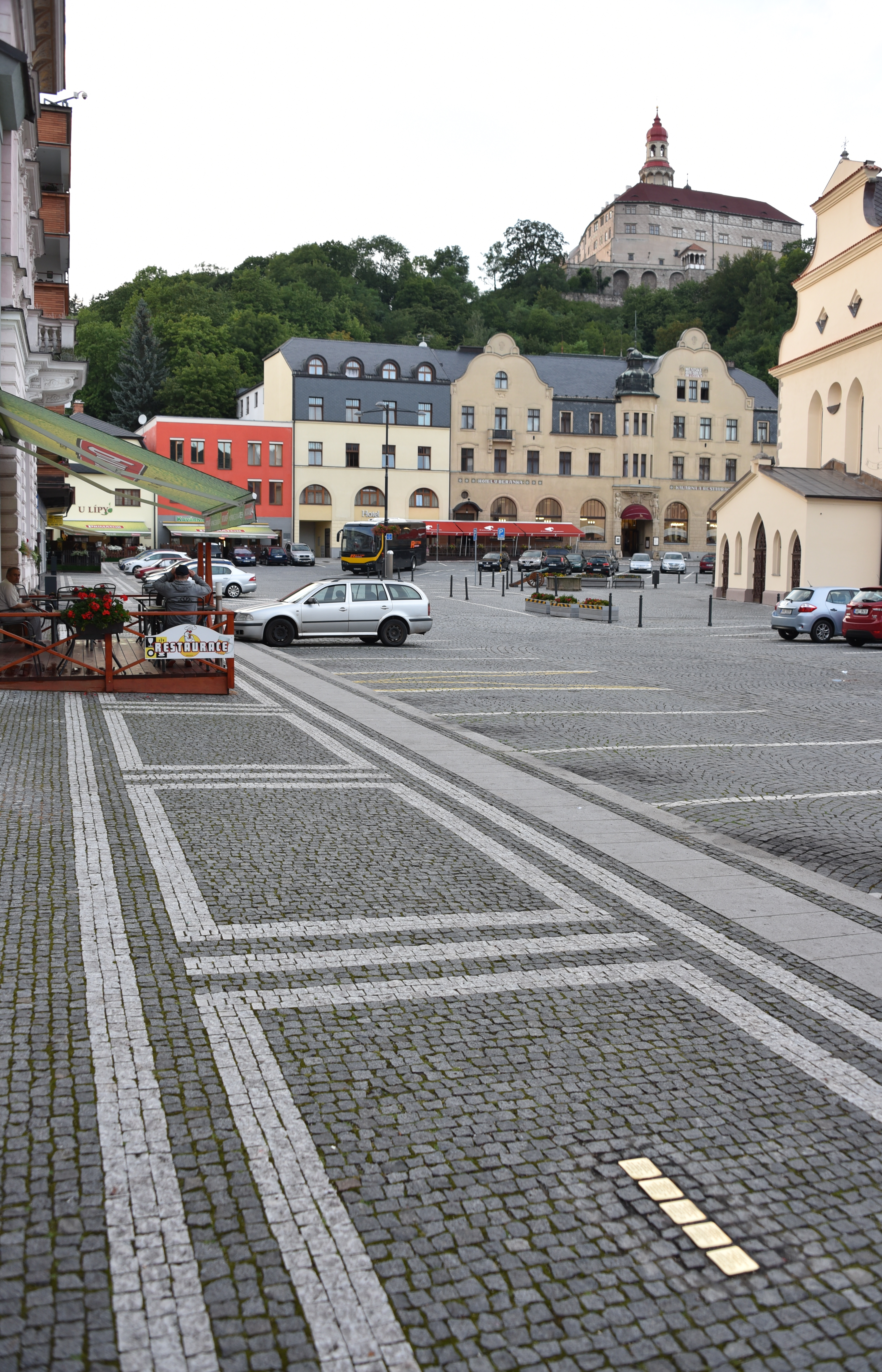
Stolpersteine für die fünf ermordeten Schwestern der Familie Goldschmid in Náchod

Die Liste der Stolpersteine im Královéhradecký kraj enthält die Stolpersteine, die im Královéhradecký kraj (die ehemalige Königgrätzer Region) verlegt wurden. Sie erinnern an das Schicksal der Menschen, welche von den Nationalsozialisten in Tschechien ermordet, deportiert, vertrieben oder in den Suizid getrieben wurden. Der Stolperstein von Kostelec nad Orlicí wurde am 29. Oktober 2012 und die Stolpersteine in Náchod am 2. August 2016 von Gunter Demnig verlegt. Die Stolpersteine werden auf Tschechisch stolpersteine genannt, alternativ auch kameny zmizelých (Steine der Verschwundenen).
Das tschechische Stolpersteinprojekt Stolpersteine.cz wurde 2008 durch die Česká unie židovské mládeže (Tschechische Union jüdischer Jugend) ins Leben gerufen und stand unter der Schirmherrschaft des Prager Bürgermeisters. Die Stolpersteine liegen meist vor dem letzten selbstgewählten Wohnort des jeweiligen Opfers.

## Verlegte Stolpersteine

### Hradec Králové
In Hradec Králové wurden zumindest fünf Stolpersteine verlegt.
| Stolperstein | Übersetzung | Verlegeort                               | Name, Leben                                   |
| ------------ | --- | ---------------------------------------- | --------------------------------------------- |
|              | HIER LEBTE DR. MED. EMIL HERMAN GEB. 1899 VERSTECKT IN DER SLOWAKEI INTERNIERT 1944 IN BUDAPEST, SÁRVÁR BEFREIT 1945 IN BUDAPEST                 | Ulrichově námestí čp. 762 Hradec Králové | Emil Herman (1899–)                           |
|              | HIER LEBTE MARGIT HERMAN GEB. BURGER GEB. 1902 VERSTECKT IN DER SLOWAKEI INTERNIERT 1944 IN BUDAPEST, KISTARCSA, SÁRVÁR BEFREIT 1945 IN BUDAPEST | Ulrichově námestí čp. 762 Hradec Králové | Margit Herman (1902–)                         |
|              | HIER LEBTE VĚRA HERMAN GEB. 1930 VERSTECKT IN DER SLOWAKEI INTERNIERT 1944 IN BUDAPEST, KISTARCSA BEFREIT 1945 IN BUDAPEST                       | Ulrichově námestí čp. 762 Hradec Králové | Věra Herman (1930–)                           |
|              | HIER LEBTE DR. JUR. JOSEF TAUSIK GEB. 1857 DEPORTIERT 1942 NACH THERESIENSTADT ERMORDET 11.1.1943                                                | Velké náměstí čp. 151 · Hradec Králové · | Josef Tausik (1857–1943)                      |
|              | HIER LEBTE KLÁRA TAUSIKOVÁ GEB. WEINEROVÁ GEB. 1869 DEPORTIERT 1942 NACH THERESIENSTADT 1944 NACH AUSCHWITZ ERMORDET                             | Velké náměstí čp. 151 · Hradec Králové · | Klára Tausiková geb. Weinerová (1869–1944/45) |

### Kostelec nad Orlicí
In Kostelec nad Orlicí wurde ein Stolperstein verlegt.
| Stolperstein | Übersetzung                                                                                               | Verlegeort                             | Name, Leben |
| ------------ | --- | -------------------------------------- | --- |
|              | HIER LEBTE RUDOLF HOFFMANN GEB. 1880 DEPORTIERT NACH THERESIENSTADT-KLEINE FESTUNG ERMORDET 1944 EBENDORT | Komenského 465 · Kostelec nad Orlicí · | Rudolf Hoffmann wurde am 17. Februar 1880 in Pardubice geboren. Er war Vorarbeiter und wohnte in Kostelec nad Orlicí. Er war mit Marie, geb. Záleská, verheiratet. Er wurde ins KZ Theresienstadt deportiert und dort am 31. August 1944 vom NS-Regime ermordet. |

### Náchod
1846 gründete Samuel Goldschmid in Náchod eine Textilfabrik. Die Firma wurde danach von seinem Sohn Max Michael Goldschmid und anschließend von seinem Enkel Hanuš Goldschmid geführt. Heute existiert das Gebäude nicht mehr. Hanuš Goldschmid hatte fünf Schwestern, alle in Náchod geboren, alle vom Nazi-Regime in Konzentrationslagern ermordet.
| Stolperstein | Übersetzung | Verlegeort           | Name, Leben |
| ------------ | --- | -------------------- | --- |
|              | HIER LEBTE LILLY HAASOVÁ GEB. GOLDSCHMIDOVÁ GEB. 1884 DEPORTIERT 1942 NACH THERESIENSTADT ERMORDET 8.3.1944 IN AUSCHWITZ        | Masarykovo nam. 57 · | Lilly Haasová geb. Goldschmidová wurde am 17. Juni 1884 geboren. Ihr Mann, Rudolf Haas, stammte aus Mladá Boleslav, lebte aber in Prag. Nachdem sie Witwe geworden war, kehrte sie nach Náchod zurück, wo sie zuerst mit ihrem Bruder Hanuš im Haus der Eltern lebte und später, als Juden nicht mehr auf dem Hauptplatz wohnen durften, im Haus der Familie Schur in der Tyršova ulice bei ihrer Schwester Jenny. Beide Schwestern wurden am 17. Dezember 1942 von Hradec Králové ins Konzentrationslager Theresienstadt deportiert. Am 6. September 1943 wurde Lilly Haasová mit einem Transport ins Konzentrationslager Auschwitz-Birkenau überstellt, wo sie im sogenannten Theresienstädter Familienlager untergebracht wurde. Ihr Leben endete am 8. März 1944 in einer Gaskammer. Ihr Sohn Max, geboren 1912, wurde 1941 von Prag ins Ghetto Litzmannstadt in Polen deportiert. Er überlebte die Shoah, wurde in Mühldorf befreit, beendete jedoch danach sein Leben. |
|              | HIER LEBTE LOTTE KRAUSOVÁ GEB. GOLDSCHMIDOVÁ GEB. 1898 DEPORTIERT 1942 NACH THERESIENSTADT ERMORDET 8.1.1945 STUTTHOF           | Masarykovo nam. 57 · | Lotte Krausová geb. Goldschmidová wurde am 26. März 1898 in Náchod geboren. Sie war die jüngste Tochter von Max Michael Goldschmid. Sie blieb im väterlichen Haushalt bis 1928 und heiratete dann den Náchoder Arzt Karl Kraus. Das Paar hatte einen Sohn, Míša, geboren 1930. Die Familie wurde am 17. Dezember 1942 von Hradec Králové ins Ghetto Theresienstadt deportiert. Am 15. Dezember 1943 wurde sie ins Konzentrationslager Auschwitz-Birkenau transportiert und in das sogenannte Familienlager verbracht. Ihr Mann wurde in einer Gaskammer getötet. Lotte Krausová wurde später ins KZ Stutthof deportiert und starb dort in Folge von Zwangsarbeit und Krankheit am 8. Januar 1945. Ihr Sohn Míša genannt, überlebte die Shoah und kehrte nach Náchod zurück. Er wanderte später aus und beschrieb in einem Tagebuch sein Leben und Überleben im Konzentrationslager. |
|              | HIER LEBTE JENNY SCHUROVÁ GEB. GOLDSCHMIDOVÁ GEB. 1878 DEPORTIERT 1942 NACH THERESIENSTADT ERMORDET 8.3.1944 IN AUSCHWITZ       | Masarykovo nam. 57 · | Jenny Schurová geb. Goldschmidová, geboren 1878, war die älteste der fünf Schwestern. 1900 heiratete sie den Witwer Gustav Schur. Schurs Familie lebte in der Tyršova ulice 200. Ihr älterer Sohn Franz, geboren 1901 in Náchod, wurde später Besitzer der Fabrik in Hlinsko. Er konnte nach der Zerschlagung der Rest-Tschechei durch das NS-Regime flüchten, nicht aber seine Frau und die beiden kleinen Kinder, die alle in Auschwitz ermordet wurden. Ihr zweiter Sohn Bedřich, geboren am 6. Juli 1906 in Náchod, arbeitete in der Fabrik des Vaters. 1939 konnten sich er, seine Frau Edith Heller (geboren am 7. Dezember 1914 in Náchod) und der gemeinsame Sohn Peter (geboren am 6. Dezember 1938 in Úpice) retten, indem sie nach Konstantinopel auswanderten. Später ließ sich die Familie in Brasilien nieder. Im Dezember 1942 wurde Jenny Schurová im Alter von 64 Jahren in das Konzentrationslager Theresienstadt deportiert. Dort verbrachte sie ein Jahr, bevor sie im Dezember 1943 ins Konzentrationslager Auschwitz deportiert wurde. In der Nacht vom 7. bis 8. März 1944 wurde sie in einer Gaskammer ermordet. |
|              | HIER LEBTE ALICE SCHWABACHEROVÁ GEB. GOLDSCHMIDOVÁ GEB. 1881 DEPORTIERT 1942 NACH THERESIENSTADT ERMORDET 8.3.1944 IN AUSCHWITZ | Masarykovo nam. 57 · | Alice Schwabacherová geb. Goldschmidová wurde am 28. April 1881 in Náchod geboren. Sie war die zweite Tochter von Max Michael Goldschmid. Nach ihrer Heirat zog sie nach Prag. Am 24. April 1942 wurden sie und ihr Mann von dort ins Ghetto Theresienstadt deportiert, wo ihr Mann getötet wurde. Am 6. September 1943 wurde sie ins Konzentrationslager Auschwitz-Birkenau deportiert. In der Nacht vom 7. bis 8. März 1944 wurde sie in einer Gaskammer ermordet. |
|              | HIER LEBTE MARIANA STEINEROVÁ GEB. GOLDSCHMIDOVÁ GEB. 1886 DEPORTIERT 1942 NACH THERESIENSTADT ERMORDET 8.3.1944 IN AUSCHWITZ   | Masarykovo nam. 57 · | Mariana Steinerová geb. Goldschmidová wurde am 21. Mai 1886 geboren. Sie war die vierte Tochter von Max Michael Goldschmid. Sie verbrachte ihre Kindheit und Jugend in Náchod. Nach ihrer Heirat mit Arthur oder Artur Steiner zog sie nach Pardubice. Von dort wurde sie am 9. Dezember 1942 ins Ghetto Theresienstadt deportiert und am 6. September 1943 ins Konzentrationslager Auschwitz-Birkenau geschickt. Dort wurde sie in einer Gaskammer ermordet. Ihre Tochter Liselotte, später verheiratet unter dem Namen Horáčková, wurde ebenfalls nach Theresienstadt deportiert, konnte aber überleben. |